# Čvorasti strupnik
Čvorasti strupnik (uzlati strupnik, lat. Scrophularia nodosa) je zeljasta biljka koja raste u umjerenom klimatskom pojasu sjeverne hemisfere, s izuzećem Sjeverne Amerike. Raste na vlažnim mjestima te na zapuštenom zemljištu. Naraste do 150 cm visine. Bazalni su listovi ovalni a vršni kopljasti. Cvate sitnim purpurnim cvjetovima. Biljka se koristi u narodnoj medicini.

## Uporaba
Korijen djeluje uglavnom relaksirajuće, umjereno stimulativno, s malim udjelom demulcentne moći; sporo djeluje, blago, umirujuće. Upotrebljava se u razdražljivim oblicima škrofula, te u ljuskavim i razdražljivim oblicima kožnih bolesti; najbolje pomiješan sa štaveljem. Ima odličan utjecaj na bubrege, umjereno promiče protok mokraće, ima umirujući i tonizirajući efekt. U slabosti ženskih spolnih organa, s bolnom i nepravilnom menstruacijom također se može koristiti. Kao mast na svinjskoj masti je od velike pomoći u smirenju opeklina, upala, bolova u bradavicama, kod lišajeva, ekcema.

## Kontraindikacije
Trudnoća,dojenje,srčane bolesti,ne davati djeci mlađoj od 12 godina.

## Vanjske poveznice
https://pfaf.org/user/Plant.aspx?LatinName=Scrophularia+nodosa